# جمهورية نوفغورود
كانت جمهورية نوفغورود (بالروسية: Новгоро́дская респу́блика) دولة سلافية شرقية من العصور الوسطى منذ القرن الثاني عشر حتى القرن الخامس عشر، امتدت من خليج فنلندا في الغرب إلى جبال الأورال الشمالية في الشرق، وشملت مدينة نوفغورود وأراضي بحيرة لادوغا في روسيا المعاصرة. كان المواطنون يشيرون إلى كيانهم هذا باسم «سمو اللورد نوفغورود المعظم»، أو في معظم الأحيان «اللورد نوفغورود المعظم». ازدهرت الدولة باعتبارها ميناء في الشرق الأقصى للرابطة الهانزية، وتأثرت شعوبها السلافية والبلطيقية والفينية بثقافة الفارانجيون، والإمبراطورية البيزنطية.

## نبذة تاريخية
في منتصف القرن التاسع كانت نوفغورود اسمًا يُستخدم لوصف مراكز تجمع الفايكنج على طريق التجارة من بحر البلطيق إلى الإمبراطورية البيزنطية. هناك فرضية تقول إنه في الواقع ليست نوفغورود التي أساء المؤرخون فهمها (كما ذكر علم تحديد أعمار الأشجار، لم تُكتشف نوفغورود قبل منتصف القرن العاشر)، بل نيفو غارداس، مستوطنات للفايكنج على بحيرة لادوغا، كما تذكر واحدة من سجلات نيستور في القرن الثاني عشر، ذكرت سجلاته وجود بحيرة «ذا غريت نيفو (نيفو العظمى)»، صلة ربط واضحة إلى نهر نيفا، ومن الممكن أن تصل إضافة إلى ذلك إلى نيفو الفنلندية «البحر»، أو نيفا «بركة، مستنقع». سكن نوفغورود عدد من القبائل السلافية، والفينية، والبلطيقية المتنوعة، والتي شنت باستمرار الحروب على بعضها البعض لفرض السيطرة. على أي حال، تضافرت هذه القبائل مع بعضها البعض خلال بداية القرن التاسع لمحاولة تشكيل تسوية بالتفاوض لإنهاء العدوان العسكري بين بعضهما البعض. تقول سيرة نوفغورود الأولى، التي أنتجها مجموعة من الكتّاب الذين يصورون تاريخ نوفغورود من 1016 حتى 1471، أن هذه القبائل رغبت في «أمير يقودنا ويحكمنا تحت سلطة القانون». مع تحويل المؤسسات الحكومية، رفضت نوفغورود العلاقة التبعية السياسية لكييف.
في 882، أسس الأمير أوليغ روس الكييفية، حيث كانت نوفغورود جزءًا منها حتى 1019 – 1020. عُين أمراء نوفغورود من قِبل الأمير الأعظم لكييف (يكون عادةً أكبر الأبناء).
بدأ بويار نوفغورود بالهيمنة على مناصب مثل رئيس البلدية (بوسدانك) وسوتسكي، وقد استمر التعيين في مناصب كهذه حتى منتصف القرن الثاني عشر من قِبل الأمير الأعظم في كييف. في 1136 عزل سكان نوفغورود الأمير فيسفوولد ميستيسلافيش، وعلى مدى قرن ونصف كانوا قادرين على دعوة وعزل عدد من الأمراء. على أي حال، كانت هذه الدعوات أو الإقالة في كثير من الأحيان تقوم على أساس من كان الأمير المهيمن في روس، وليس من جانب أي تفكير مستقل من جانب نوفغورود.
كانت مدن مثل ستارايا روسا، وستارايا لادوجا، وتورجوك، وأورشيكا جزءًا من الأراضي النوفغورودية. وفقًا لبعض التقارير، حكم نائب رئيس الأساقفة مدينة ستارايا لادوجا في القرن الثالث عشر. مدينة بسكوف، التي كانت في الأصل من الأراضي النوفغورودية، كانت بحكم الواقع مستقلة منذ على الأقل القرن الثالث عشر بعد الانضمام للرابطة الهانزية. حكم عدد من الأمراء مثل دوفمونت (بنحو 1240 –1299)، وفزيفولود مستيسلافيتش  (قبل 1117–1138)، في  بسكوف دون أي احترام أو استشارة للأمير أو أي مسؤول من نوفغورود. اعتُرف باستقلال بسكوف بمعاهدة بلوتوفو في 1348. على أي حال، حتى بعد ذلك ترأس رئيس أساقفة نوفغورود الكنيسة في بسكوف وحافظ على لقب «رئيس أساقفة نوفغورود العظمى وبسكوف» حتى 1589. تأثرت الروس النوفغورودية وشعوبها بحضارة وشعب الفايكنج. شكلت هذه البصمة الاسكندنافية الثقافية والعرقية في وقت لاحق مجتمع دوقية موسكو الكبرى وروسيا بأكملها. وكانت الجمهورية موضع تنافس سياسي بين بولندا وليتوانيا ودوقية موسكو الكبرى في القرنين الرابع عشر والخامس عشر. في عام 1389، قدم أمير نوفغورود المعين حديثاً، الأمير الليتواني لينغفينيس، الولاء من أراضي نوفغورود إلى الملك البولندي فواديزواف جاغيلو في ساندومياش، وهكذا أصبحت جمهورية نوفغورود إقطاعية لمملكة بولندا. شاركت قوات نوفغورود تحت قيادة لينغفينيس في معركة جرونفالد (1410) على الجانب البولندي الليتواني.
في القرنين الثاني عشر والخامس عشر، توسعت الجمهورية النوفغورودية شرقًا وفي الشمال الشرقي. استكشف النوفغوروديون المناطق المحيطة ببحيرة أونيغا، على طول دفينا الشمالية، وسواحل البحر الأبيض. في بداية القرن الرابع عشر، استكشف النوفغوروديون المحيط المتجمد الشمالي وبحر بارنتس وبحر كارا ونهر أوبي في سيبيريا الغربية. كان على القبائل الأوغرية التي سكنت الأورال الشمالية أن تدفع جزية لنوفغورود العظمى. كانت الأراضي الواقعة إلى الشمال من المدينة، الغنية بالفراء والمجموعات الحيوانية البحرية، والملح، وما إلى ذلك، ذات أهمية اقتصادية كبيرة للنوفغوروديين، الذين خاضوا سلسلة طويلة من الحروب مع موسكو في بداية أواخر القرن الرابع عشر من أجل الحفاظ على هذه الأراضي. ففقدانهم يعني التدهور الاقتصادي والثقافي للمدينة وسكانها. في الواقع، أدى فشل النوفغروديين النهائي لكسب هذه الحروب إلى سقوط الجمهورية.
كثيرًا ما وصفت الثقافة الماركسية في الحقبة السوفييتية النظام السياسي في نوفغورود بأنه «جمهورية إقطاعية»، ما وضعها ضمن التحقيب التاريخي الماركسي (العبودية – الإقطاعية – الرأسمالية – الاشتراكية – الشيوعية). يتساءل عدد من الباحثين اليوم عما إذا كان لدى روسيا نظام سياسي إقطاعي موازٍ لنظام القرون الوسطى.